# Paul Cassagne
Pour les articles homonymes, voir Cassagne.
Pas d'image ? Cliquez ici

a Compétitions nationales et continentales officielles uniquement.

b Matchs officiels uniquement.
Dernière mise à jour le 21 février 2023.
Paul Cassagne, né le 22 janvier 1931 à Tarbes, est un joueur français de rugby à XV, qui a joué avec l'équipe de France, le Stadoceste tarbais et la Section paloise au poste de deuxième ligne (1,86 m pour 90 kg).

## Carrière de joueur

### En club
Paul Cassagne commence sa carrière de joueur avec le Cercle amical lannemezanais. Il joue ensuite avec le Stadoceste tarbais et la Section paloise.
Après sa carrière de joueur, Cassagne devient entraineur du Stadoceste tarbais.

### En équipe nationale
Il a disputé un test-match en 1957 contre l'équipe d'Italie. Il inscrit cinq transformations lors de sa seule sélection avec le XV de France.

## Statistiques en équipe nationale
- Sélections en équipe nationale : 1 en 1957